# Chevigny-Saint-Sauveur
Chevigny-Saint-Sauveur è un comune francese di 10 258 abitanti situato nel dipartimento della Côte-d'Or nella regione della Borgogna-Franca Contea.

## Società

### Evoluzione demografica
Abitanti censiti